# Yonathan Rodríguez
Yonathan Alexis Rodríguez Benítez (Montevideo, 1 de julio de 1993) es un futbolista profesional uruguayo. Juega como mediocampista defensivo y su equipo es el Club Nacional de la Primera División de Uruguay. Surgido de las divisiones juveniles del Club Sportivo Cerrito, desarrolló toda su carrera en dicha institución hasta que en la temporada 2022 fue cedido a préstamo al Club Nacional de Football.

## Carrera

### Infantil
Sus inicios fueron en el futbol infantil jugando por el Club Flores Palma de Baby Fútbol, entidad del barrio montevideano de Piedras Blancas.

### Divisiones juveniles
En 2012 pasó a las categorías juveniles de Cerrito donde se desarrollará como futbolista hasta alcanzar el ascenso a Primera División en 2013.

### Cerrito
De la mano del entrenador Walter Bolches debuta en el año 2013 como titular contra Boston River, partido que se disputó en el estadio Casto Martínez Laguarda.
En la temporada 2014-2015, Cerrito descendió a la  divisional C, para luego volver a la Segunda división Profesional en la siguiente temporada.
En la temporada 2020, Cerrito obtiene el Campeonato Uruguayo de Segunda División 2020 tras culminar primero con 41 puntos. Yonathan Rodríguez fue pieza clave para la vuelta a primera de los "gitanos".
Disputó el Campeonato Uruguayo 2021 como titular indiscutido en la mitad de la cancha, teniendo grandes actuaciones, lo cual despertó el interés de varios equipos, entre ellos, de uno de los grandes de Uruguay, Nacional. En esa temporada del fútbol uruguayo, Yonathan Rodríguez fue titular en 27 partidos, anotó dos goles y  jugó un total de 2.339 minutos.
Disputó más de 150 partidos en el equipo Auriverde, jugando 8 años en esta institución, lo cual lo convirtió en uno de sus referentes.

### Nacional
Es anunciado oficialmente por el conjunto tricolor el 21 de enero del 2022 como nuevo refuerzo, préstamo por un año con opción a compra.
Con Nacional disputa la Copa Libertadores 2022 y el Campeonato Uruguayo 2022.

## Características
En general se ha desempeñado como centrocampista o volante defensivo. Es diestro, tiene una altura de 175 cm y su peso ronda los 72 kg. Ha destacado como mediocampista aguerrido, con sólido juego aéreo.“Yona” es un jugador que se caracteriza por su marca áspera, recuperación rápida de pelota, recorrido y buen posicionamiento. Destaca por ser un jugador solidario con el equipo. Además es un líder dentro y fuera de la cancha, sus mayores virtudes pasan por pegarle con ambas piernas, tener buen juego aéreo, poseer una toma decisiones rápidas y correctas, tiros de media distancia y cambios de frente precisos.

## Clubes
| Club                    | País      | Año           |
| ----------------------- | --------- | ------------- |
| Cerrito                 | Uruguay   | 2013-2024     |
| Nacional (Cedido)       | Uruguay   | 2022-2023     |
| Gimnasia y Esgrima (LP) | Argentina | 2024          |
| Banfield                | Argentina | 2024          |
| Nacional                | Uruguay   | 2025-presente |

## Palmarés

### Títulos nacionales
| Título              | Club     | País    | Año  |
| ------------------- | -------- | ------- | ---- |
| Torneo Intermedio   | Nacional | Uruguay | 2022 |
| Torneo Clausura     | Nacional | Uruguay | 2022 |
| Campeonato Uruguayo | Nacional | Uruguay | 2022 |